# Bisegna
Bisegna é uma comuna italiana da região dos Abruzos, província de Áquila, com cerca de 348 habitantes. Estende-se por uma área de 46 km², tendo uma densidade populacional de 8 hab/km². Faz fronteira com Gioia dei Marsi, Ortona dei Marsi, Pescasseroli, Scanno, Villalago.

## Demografia
| Variação demográfica do município entre 1861 e 2011                               |
|                                                                                   |
| Fonte: Istituto Nazionale di Statistica (ISTAT) - Elaboração gráfica da Wikipedia |